# Pristomerus procerus
Pristomerus procerus là một loài tò vò trong họ Ichneumonidae.